# Museet for Religiøs Kunst
Museet for Religiøs Kunst är ett privat danskt konstmuseum i Lemvig i Västjylland, som är inriktat på religiös konst.
Museets fasta samling består dels av Bodil Kaalund-samlingen med hennes bibelillustrationer från 1992, dels av passionsserien av Georges Rouault från 1939, samt enskilda verk av bland andra Marc Chagall, Andrei Kolkoutine och Peter Brandes. 
Den första delen av konstmuseet uppfördes 1994 med stöd av Lemvigs kommun, länet och privata fonder. Det byggdes på platsen för stadens tidigare sommarrestaurang, som hade brunnit ned. Museet byggdes ut 1998 för att få plats för tillfälliga utställningar.